# De Último Minuto Media
De Último Minuto Media es una multiplataforma que ofrece contenidos informativos digitales y televisivos, con base en Santo Domingo, República Dominicana. Forma parte del Alofoke Media Group.
El portal de noticias fue creado en 2021 por el periodista Héctor Romero Henríquez y el empresario y youtuber Santiago Matías.
En 2022, lanzaron De Último Minuto TV, un espacio para programas televisivos, radio y podcast, y abrieron sus oficinas en Ensanche Julieta, Distrito Nacional, República Dominicana. La alcaldesa Carolina Mejía participó del acto de inauguración.

## Historia

### Antecedentes
El periodista Héctor Romero Henríquez había creado en 2005 la empresa D’Parranda Group, que desarrolló un portal de entretenimiento dparranda.net, la revista D’Parranda Mag, el programa dParranda Radio Show y la productora de eventos Parranda Productions. Luego condujo el programa Radio Show a través de Supero Q 100.9 FM. También se había desempeñado como publicista de distintos artistas dominicanos, como La Materialista, el Alfa, Jossie Esteban, Martin Lora y Shelow Shaq Tokischa.
Santiago Matías, también conocido como Alofoke, comenzó su carrera como artista musical.En 2006 fundó AlofokeMusic, un grupo mediático especializado en música urbana de República Dominicana.Desde 2013 condujo el programa de entrevistas Alofoke Radio Show.En 2021, Alofoke se asoció con el cantante Ozuna para comprar emisora Sonido Suave 99.3 FM y convertirla en Alofoke FM, ahora con una programación de música urbana tropical.

### De Último Minuto
En 2021, Héctor Romero y Santiago Matías se asociaron para el lanzamiento del portal de noticias De Último Minuto, bajo la dirección de Romero.Santiago Matías anunció el lanzamiento en la red social X invitando a periodistas a sumarse al proyecto por “el doble de donde trabajan”. En las primeras 24 horas, el perfil de Instagram del proyecto alcanzó 6 mil seguidores.
En agosto de 2022, lanzaron De Último Minuto TV, un espacio para programas televisivos, radio y pódcast. En diciembre, abrieron sus nuevas oficinas en Ensanche Julieta, Distrito Nacional, República Dominicana. La alcaldesa Carolina Mejía participó del acto de inauguración.
De acuerdo a un informe de enero de 2025, De Último Minuto recibe 360.000 visitas mensuales y ocupa el puesto 15 en el ranking de los medios periodísticos más visitados de República Dominicana.

## Programación
Cuenta con distintos proyectos propios como la Radio FM con el espacio Politikal, el cual se escucha de lunes a viernes, de 12 a 2 de la tarde, por KQ 94.5FM y De Último Minuto en papel, con presencia en República Dominicana y Estados Unidos particularmente.Entre los programas del medio se encuentran "Noticias De Último Minuto", "A la Clara con Ramón Tolentino", "Más De Un Minuto", "Una Copa con Giselle", "Politikal", “Entre luces y sombras”,entre otros. Estos espacios se transmiten en televisión a través de canales como el 56 de Wind Telecom, Telecable Puerto Plata, Cablevisión, Color Cable, Bloom Telecom, entre otros.

## Distinciones
- Premio Periodismo por la Niñez 2025 otorgado al periodista Dalton Herrera por World Vision International, por su reportaje “La invisibilidad de los huérfanos por feminicidio”.[23]
- Premio Glamour Music Awards 2024 otorgado a De Último Minuto en la categoría “Portal Digital de Variedad del Año".[24]
- Premio Nacional de la Crónica a la Crónica Social 2024 otorgado al director, Héctor Romero, por la Asociación Dominicana de Cronistas Sociales (ADCS)[25]
- Premio Nacional de Periodismo Digital 2024 en la categoría “Mejor periódico nativo digital, otorgado por el Observatorio de Medios Digitales Dominicanos.[26]
- Premio Nacional de Periodismo Digital 2024 en la categoría “Mejor periodista en redes sociales”, otorgado a Ramón Tolentino, otorgado por el Observatorio de Medios Digitales Dominicanos.[26]
- Glamour Music Awards 2024, en la categoría Locutor de Radio Digital del Año, otorgado a Ramón Tolentino por Yudelki Rosa y Dominick Liriano.[24]
- Premios Micrófono de Oro 2023, en la categoría Locutor de Medios Digitales, otorgado a Ramón Tolentino por el Círculo de Locutores Dominicanos.[27]
- Premio Nacional de Periodismo Turístico Epifanio Lantigua 2022, en la categoría “Reportaje de Televisión o YouTube”, otorgado al periodista Cristian Santana Peña por la Asociación Dominicana de Prensa Turística (Adompretur), por su trabajo “Los Murales de Ciudad Nueva”.[28]